# Huis Wyckhuyse
Het Huis Wyckhuyse is een historisch pand in de Belgische stad Roeselare. Het staat in het stadscentrum aan de Hendrik Consciencestraat 40.

## Geschiedenis
Het neoclassicistisch herenhuis dateert uit 1873. Het werd gebouwd in opdracht van Pieter Jozef Carlier, een handelaar in vellen en vodden.
In 1911 kwam het huis in bezit van Cornelis Wyckhuyse. De familie Wyckhuyse, textielfabrikanten, bewoonde het huis tot in 1978. Gedurende hun aanwezigheid onderging de gevel van het herenhuis enkele aanpassingen. Nog voor de Eerste Wereldoorlog werd de gevel verhoogd en met witte hardsteen bezet. Daarna werden er versieringen aangebracht met eclectische elementen en barokke stijlfiguren. Vervolgens kreeg de Lierse kunstsmid Lodewijk Van Boeckel de opdracht om de voordeur en ramen te voorzien van ijzersmeedwerk. Uiteindelijk werden de vijf traveeën boven de vensters van de bovenverdieping voorzien van ovale, versierde gevelvensters. De rechtse boventravee kreeg nog twee muurzuilen met Korinthische kapitelen.
In 2002 werd het pand beschermd als monument.